# Mizuho Saitō
Mizuho Saitō (斎藤瑞穂, Saitō Mizuho, née le 12 décembre 1986), plus connue sous son nom de scène MIZUHO, est une chanteuse et batteuse japonaise. Elle débute en 1997 en tant qu'idole japonaise, batteuse du groupe féminin de J-pop ZONE jusqu'à sa séparation en 2005. Elle cesse par la suite ses activités musicales, et ne participe pas à la reformation du groupe en août 2011.